# 태민 서소크
태민 서소크(Tammin Sursok, 1983년 8월 19일 ~ )는 남아프리카 공화국 태생의 오스트레일리아의 배우, 싱어송라이터, 작곡가이다.

## 출연 작품
- 캠투캠: 위험한 게임 (2014)
- 유혹의 기술 (2013)
- 러브 드라이브 (2011, Driving by Braille)
- 허스크 (2011)
- 51구역 (2011)
- 스펙타큘라! (2009)
- 앨바이노 팜 (2009)
- 크로싱 오버 (2009)
- 아쿠아마린 (2006)

### 텔레비전
- 홈 앤 어웨이 (2000-04)
- 더 영 앤 더 레스트리스 (2007-09)
- 프리티 리틀 라이어스 (2010-17)